# Orchestina lahj
Orchestina lahj är en spindelart som beskrevs av Michael Ilmari Saaristo och van Harten 2006. Orchestina lahj ingår i släktet Orchestina och familjen dansspindlar. Inga underarter finns listade i Catalogue of Life.